# Véronique de la Cruz
Véronique de la Cruz (Saint-François, 3 novembre 1974) è una modella francese, vincitrice del titolo di Miss Francia 1993.

## Biografia
È stata eletta quarantaseiesima Miss Francia all'età di ventuno anni, dopo essere stata incoronata Miss Guadalupa 1992. In seguito si classificò sesta a Miss Mondo 1993 e partecipò a Miss Universo 1993. Nel 2010 ha fatto parte della giuria di Miss Francia.